# Sphenomeris spathulata
Sphenomeris spathulata là một loài thực vật có mạch trong họ Dennstaedtiaceae. Loài này được (Maxon) K.U. Kramer miêu tả khoa học đầu tiên năm 1957.